# عبد الواحد الجنجان
ولد الشاعر عبد الواحد الجنجان في منطقة سرت وتوفى بمصر بعد أن هاجر مع عائلته أمام الإيطاليين.
. وكان شاعراً كبيراً عالج مختلف ضروب الشعر وكان في صغـره مشهـوراً بغزلياتـه فـى ((الطق)). غير أن ما يلفت النظر أن هذا الشاعر عندما تقدمت به السن غير غزلياته تلك ولم يبق منها إلا ما هو متعلق بذكر مناقب الفرسان وغيرها من الشئون التي اعتبرها جادة.
ولكن بقيت طبعاً الغزليات يتناقلها الرواة. وكان ابنه (عبد اللطيف) قبل وفاته يعيش في سرت وهو راويته الأول. ويحفظ قصائده على الرواية الأخيرة غالباً. وإن كان يحفظ بعض الشئ من غزليات والده التي قال إنه سمعها من غيره.
و قد خصص جل قصائده في الإشادة بقبائل أولاد سليمان وأحلافهم، واصفاً حياتهم البدوية ومصوراً معاركهم وحراكهم الجهادي.